# Exuvia

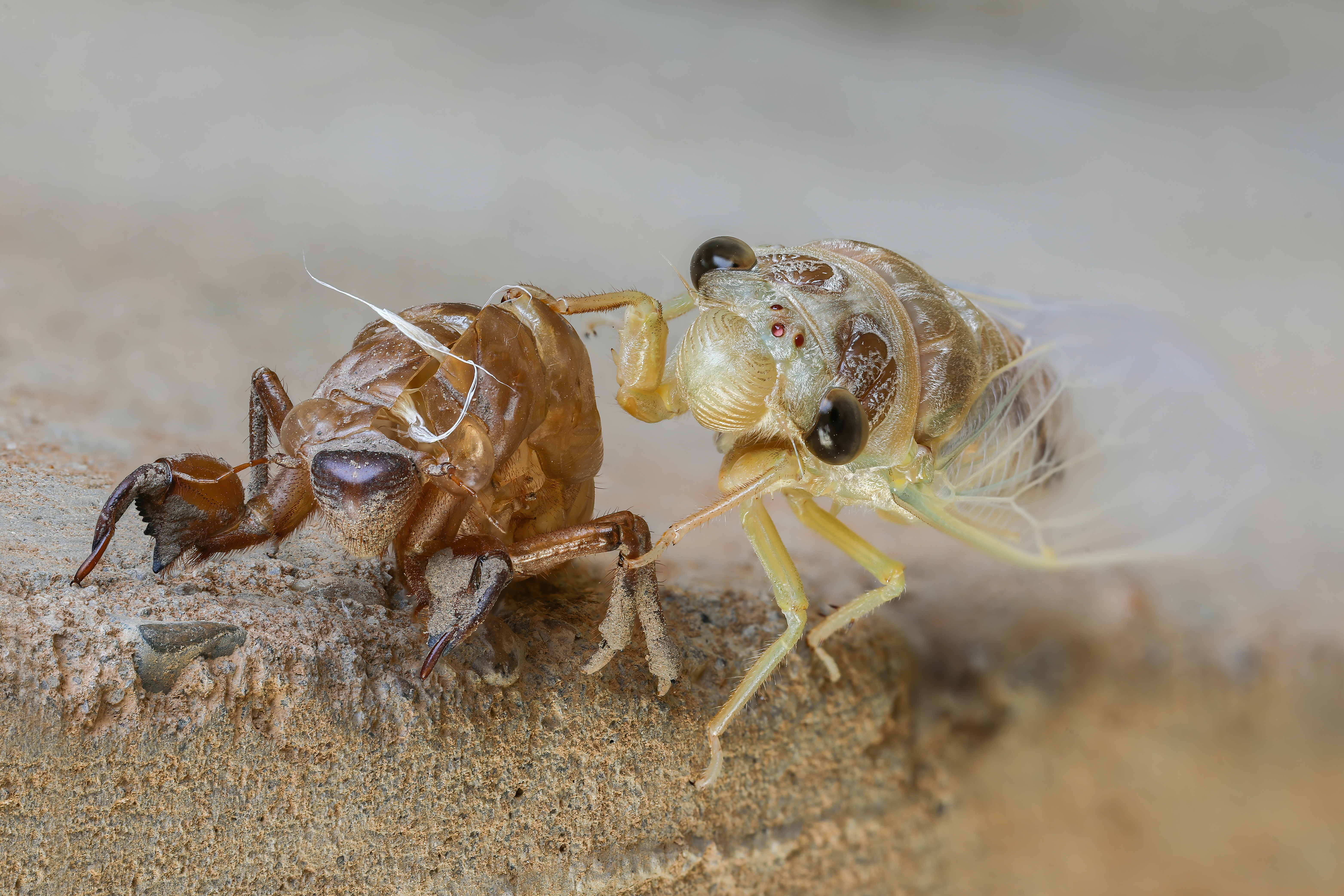
Cicadidae con exuvia, inmediatamente después de la muda, en Laos, vista frontal

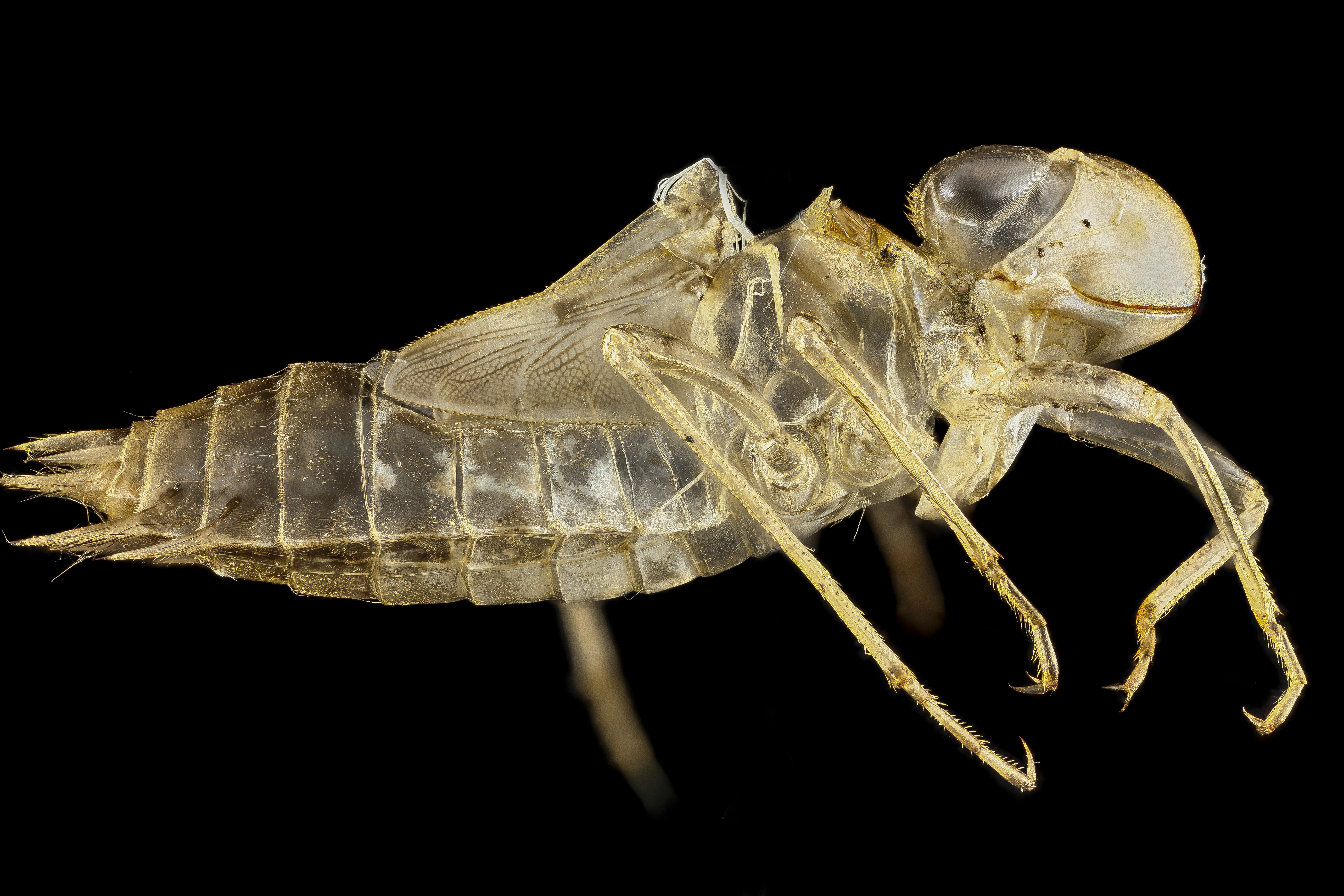
Exuvia de Tramea carolina

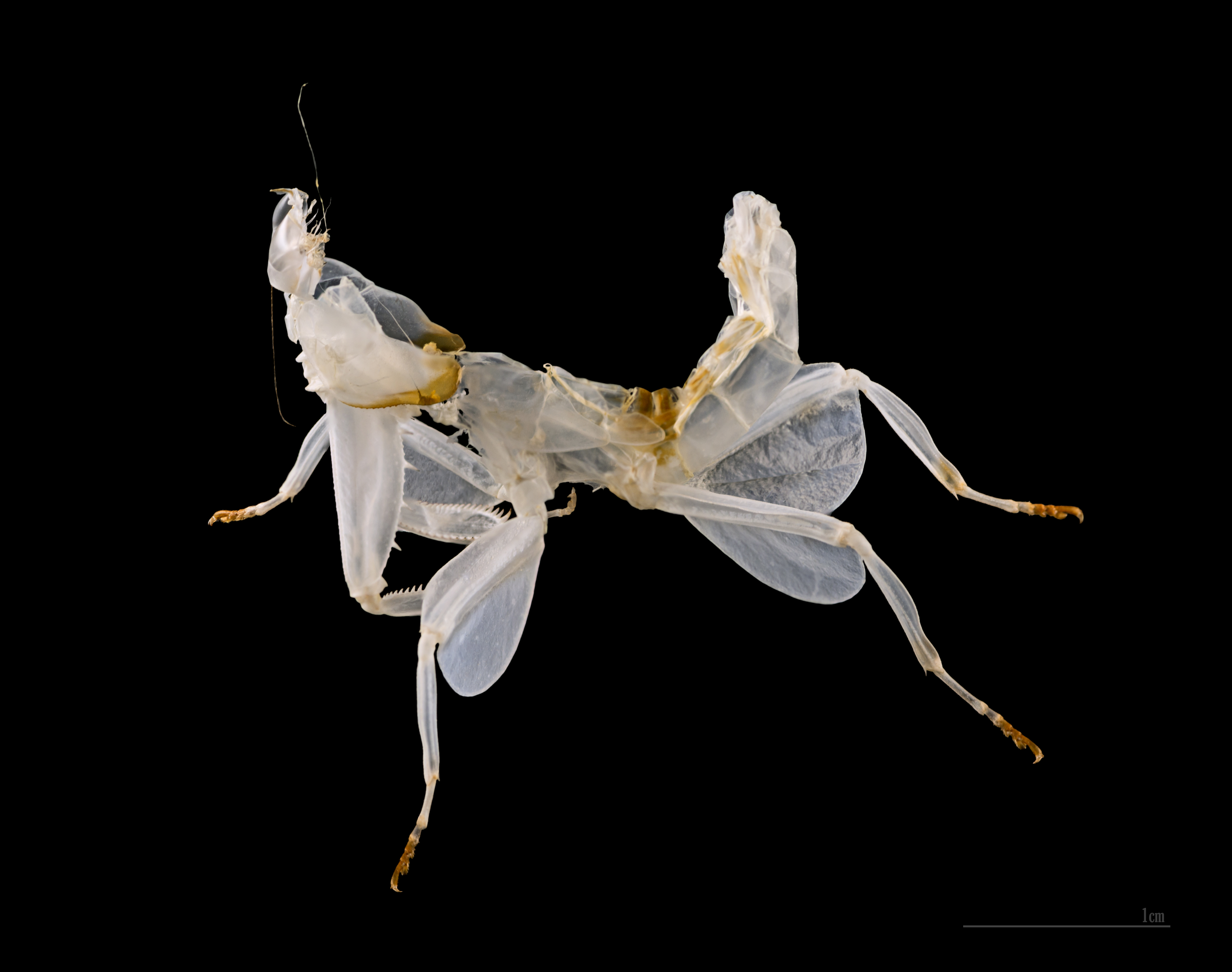
Exuvia de Hymenopus coronatus

La exuvia es la cutícula o cubierta exterior (exoesqueleto) abandonada por los artrópodos (insectos, crustáceos o arácnidos) tras la muda. La exuvia de un artrópodo puede ser muy útil para identificar la especie o incluso el sexo del animal.
Como no siempre es posible estudiar insectos, crustáceos o arácnidos directamente, y debido a que las exuvias se pueden recolectar con bastante facilidad, pueden desempeñar un papel importante para ayudar a determinar algunos aspectos generales del ciclo de vida general de una especie, como la distribución, proporción de sexos, producción y prueba de reproducción en un hábitat. Las exuvias se han sugerido como un "estándar de oro" para el monitoreo de insectos. Por ejemplo, al monitorear las poblaciones de libélulas, la presencia de exuvias de una especie demuestra que la especie ha completado su ciclo de vida completo desde el huevo hasta el adulto en un hábitat. Sin embargo, también se ha sugerido que el hecho de que las exuvias puedan ser difíciles de encontrar podría dar lugar a una subestimación de las especies de insectos en comparación con, por ejemplo, el recuento de insectos adultos.

## Etimología
La palabra latina exuviae, que significa "cosas despojadas de un cuerpo", se encuentra solo en plural. Exuvia es una forma singular derivada, aunque se trata de un neologismo, y no atestiguado en textos de autores romanos. Algunas obras modernas usan el sustantivo singular exuvium. Solo una obra histórica de Propercio usa la forma singular exuvium, pero en el sentido de "botín".